# Земля Афродиты
Земля́ Афроди́ты (лат. Aphrodite Terra) — самая большая из трёх обширных возвышенностей («материков») Венеры. По площади близка к Африке, а её длина составляет почти половину окружности планеты (точных значений нет из-за отсутствия резких границ). Расположена недалеко от экватора. Названа в честь греческой богини любви и красоты Афродиты; это название было утверждено Международным астрономическим союзом в 1979 году.
На краю Земли Афродиты (к западу от области Атлы) в 1985 году приземлились посадочные модули космических аппаратов «Вега-1» и «Вега-2».
В 2020 году Землю Афродиты удалось сфотографировать сквозь облака прибору WISPR солнечного зонда «Паркер».

## Общее описание
Земля Афродиты находится на обратном (то есть повёрнутом от Земли во время максимального сближения с Венерой) полушарии планеты. Она вытянута примерно вдоль параллели 10° ю. ш., а её центр расположен около 10° ю. ш. 130° в. д. / 10° ю. ш. 130° в. д. Границы Земли Афродиты довольно размыты, их можно проводить по разному уровню высоты и поэтому разные оценки её площади и положения её крайних точек сильно отличаются. По одной из оценок по долготе она простирается примерно от 50° до 210° в. д., а по широте — от 20° с. ш. до 40° ю. ш.. По другой оценке Земля Афродиты простирается от 10° с. ш. до 45° ю. ш. и охватывает долготы 60° — 210°, а её восточная оконечность — область Атлы — доходит до 30° с. ш., согласно этой же оценке протяжённость Земли Афродиты составляет около 18 тысяч км, а в широтном направлении — более чем 5 тысяч км. Также существует оценка, что Земля Афродиты охватывает 12-178° в. д. и 9° с. ш. — 11° ю. ш.. Её площадь сильно зависит от того, по какому уровню высоты проводить её границы. В частности, есть оценки 29 и 41 млн км². Первая из этих оценок примерно равна площади Африки, а вторая Азии.
Формой Земля Афродиты напоминает скорпиона, смотрящего на запад. В ней выделяются три горные области (с запада на восток): область Овды, область Тефии и область Атлы. Последняя — наименьшая по площади, но самая высокая: она содержит вторую по высоте возвышенность планеты (и её самый высокий вулкан) — гору Маат.

## Рельеф
Рельеф Земли Афродиты более изрезан, чем у Земли Иштар. Её поверхность пересечена складками и трещинами, что свидетельствует о больших сжимающих силах. Есть также крупные лавовые потоки. Эту местность пересекают каньоны и некоторые кольцевые структуры. На Земле Афродиты есть и несколько горных хребтов, но их высота составляет лишь половину высоты гор Земли Иштар.
Область Овды обладает интересными характеристиками. Её хребты тянутся в двух разных направлениях, которые указывают на то, что сжимающие горообразующие силы действуют с нескольких направлений. Есть также тёмные области, которые, вероятно, представляют собой затвердевшие лавовые потоки. Кроме того, на поверхности имеются трещины со следами излияния лавы.
- Карта высот Венеры. Земля Афродиты — правее и ниже центра
- Земля Афродиты (без области Атлы, только западная и центральная часть): карта высот